# فالنتين تروخيو
فالنتين تروخيو (بالإسبانية: Valentín Trujillo)‏ هو صحفي ومدرس وكاتب أوروغواياني، ولد في 1979 في مالدونادو (الأوروغواي) في الأوروغواي.